# 交響曲第2番 (ブラームス)
ヨハネス・ブラームスの交響曲第2番ニ長調作品73（こうきょうきょくだい2ばんニちょうちょうさくひん73、ドイツ語: Symphonie Nr. 2, D-Dur op.73）は、1877年に作曲された。第1交響曲とは対照的に伸びやかで快活な雰囲気を示すが、構成的にも統一が見られ、音楽の表情は単純でない。ベートーヴェンの交響曲第6番「田園」にたとえられ、「ブラームスの『田園』交響曲」と呼ばれることもある。

## 作曲の経緯など
1877年6月、ブラームスは南オーストリアのケルンテン地方、ヴェルター湖畔にあるペルチャッハに避暑のため滞在、第2交響曲に着手し、9月にはほぼ完成した。10月にバーデン＝バーデン近郊のリヒテンタールに移り、そこで全曲を書き上げている。4ヶ月間の作曲期間は、第1交響曲の推敲を重ねて20年あまりを要したのと対照的だが、第1交響曲の作曲中にも準備が進められていたという説もある。
ブラームスは、ペルチャッハから批評家エドゥアルト・ハンスリックに宛てた手紙に「ヴェルター湖畔の地にはメロディがたくさん飛び交っているので、それを踏みつぶしてしまわないよう、とあなたはいわれることでしょう。」と書き送っている。その後、ブラームスは2年間続けてペルチャッハで夏を過ごし、この地でヴァイオリン協奏曲やヴァイオリンソナタ第1番「雨の歌」などが生み出された。ブラームスの親友のひとりである外科医のテオドール・ビルロートは、第2交響曲に接して「ペルチャッハはどんなに美しいところなのだろう。」と語ったとされる。

## 初演
1877年12月30日、ハンス・リヒター指揮のウィーン・フィルハーモニー管弦楽団によって初演された。この初演は大成功で、第3楽章がアンコールされた。翌年9月にブラームスは故郷のハンブルクに招かれ、自身の指揮によって再演を果たしている。
日本初演は1927年（昭和2年）12月17日、東京音楽学校（現・東京芸術大学音楽学部）構内の奏楽堂に於いて開催された同学校の第53回定期演奏会の場中、当時同学校の教員だったチャーレス・ラウトロプの指揮により行われた。

## 楽器編成
フルート2、オーボエ2、クラリネット2、ファゴット2、ホルン4、トランペット2、トロンボーン3、チューバ、ティンパニ一対、弦五部。
ブラームスの他の交響曲で使われているコントラファゴットが使用されず、第2番だけにチューバが使われているのが特徴的である。 

## 演奏時間
約45分（第1楽章の繰り返しを含む）。

## 楽曲構成

### 第1楽章 Allegro non troppo
ニ長調、3/4拍子。ソナタ形式（提示部反復指定あり）。冒頭に低弦が奏するD－C#－D（ニ－嬰ハ－ニ）の音型が全曲を統一する基本動機となっている。ホルンが牧歌的な第1主題を出し、木管がそれに応える。ヴァイオリンが基本動機に基づく明るい旋律を歌う経過句ののち、チェロが第2主題を奏する。この主題の冒頭は「ブラームスの子守歌」として親しまれている子守歌 op.49-4を嬰ヘ短調にしたものを基にしており、イ長調へ向かう。提示部には反復指定があるが、あまり実行されない。展開部では、主として第1主題を扱い、経過句や基本動機も加わる。第1主題に基づくトロンボーンの響きが次第に高まってクライマックスを築く。緊張が緩んだところで再現部となる。コーダでは、独奏ホルンや弦楽の幻想的な響きが聴かれ、木管が基本動機に基づく旋律を示し、次第に弱くなって結ばれる。「沈みゆく太陽が崇高でしかも真剣な光を投げかける楽しい風景」（クレッチマー）と表現されることもある。

### 第2楽章 Adagio non troppo - L'istesso tempo,ma grazioso
ロ長調、4/4拍子。自由なソナタ形式。冒頭からポコ・フォルテ、エスプレッシーヴォでチェロによって第1主題がファゴットの対旋律とともに奏される。ブラームスはこの主題を「自身の生涯で1番美しい旋律だ」と語ったとされている。第2主題は、弦のピッツィカートと共に木管にシンコペーションを伴って提示される。展開部を終えた後の再現部は、第2主題が省略された変則的形式をとる。
第3、第4ホルンは休み。

### 第3楽章 Allegretto grazioso (Quasi andantino) - Presto ma non assai - Tempo I
ト長調、3/4拍子。ABABAの形式。Aはチェロのピチカートに乗ってオーボエが吹く主題。基本動機の反行形である。Bは2/4拍子でテンポが速くなるが、主題自体はAの変奏で弦が奏する。二つめのBは3/8拍子に変えられている。
第2ホルン、トランペット、トロンボーン、チューバ、ティンパニは休み。

### 第4楽章 Allegro con spirito
ニ長調、2/2拍子。ソナタ形式。、ソット・ヴォーチェと指示された弦楽器により第一主題が提示され、そこに木管も加わる。全休止の後、フルオーケストラので確保される。最初の興奮が冷めると、ヴァイオリンとヴィオラによる穏やかな第2主題が奏される。展開部では、第1主題が再び繰り返されるが、この主題はすぐに形を変えて展開していく。その後、楽章中盤で落ち着いてトランクウィッロとなり、木管と弦楽器が基本動機に基づく3連符で弱音での応答が続いた後、第1主題が現れ再現部となる。コーダは金管楽器のコラール風の旋律から始まり、華々しく結ばれる。